# Fossegrenda

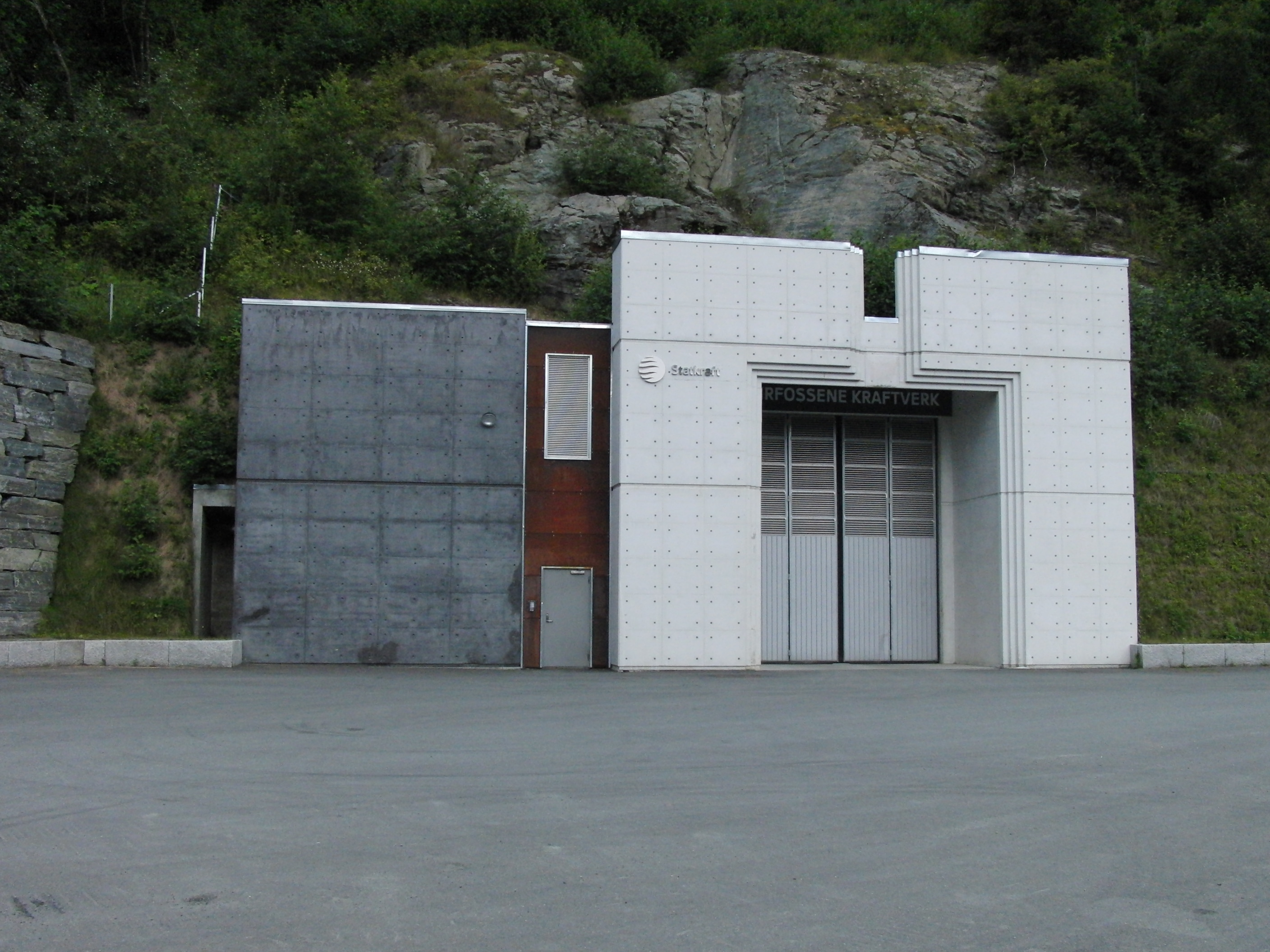
La centrale hydraulique de Leirfossene

Fossegrenda est  un quartier de Trondheim, qui se situe à environ 5 km au sud de Midtbyen. Cette localité est entourée par la Nidelva et la centrale de Leirfossene au sud-ouest, par les quartiers de Nidarvoll et de Bratsbergveien au nord-est, et par le quartier de Leira au sud-est. Néanmoins, Fossegrenda est également un quartier résidentiel avec des maisons induviduelles et plusieurs immeubles d'habitation collective. 63% des habitations sont des maisons individuelles. Fossengrenda a été nommé ainsi en raison de sa proximité avec la centrale hydraulique à Leirfossene dans Nidelva,. Fossegrenda fait partie de l'arrondissement de Lerkendal. 
Le quartier s'est développé comme zone industrielle à partir de 1975, et demeure aujourd'hui un important centre industriel et d'affaires de la ville de Trondheim. On y trouve des entreprises de divers secteurs comme : la vente de matériel médical (AssiTech AS), l'entretien ménager (Trøndervask AS), la comptabilité, etc. Un laboratoire de géologie mène également des recherches à Fossengrenda. 